# Dewey Bridge
Le Dewey Bridge est un ancien pont suspendu américain situé dans le comté de Grand, dans l'Utah. Construit en 1916, ce pont routier sur le Colorado est inscrit au Registre national des lieux historiques le 12 juillet 1984. Il est détruit par un incendie le 6 avril 2008.